# Tordino
De Tordino is een rivier in Abruzzo, Midden-Italië met een lengte van 59 kilometer.
De rivier ontspringt op de helling van de Monte Gorzano, de hoogste top van de Monti della Laga. Het hoogste deel van het stroomgebied behoort tot het Nationaal Park Gran Sasso e Monti della Laga. In dit gedeelte vormt de rivier twee imposante watervallen; de Fiumata de Cascate del Tordino. Op het punt waar de Tordino samenvloeit met de Vezzola ligt de provinciehoofdstad Teramo. Deze stad droeg in de Romeinse tijd de naam Interamnia , wat tussen rivieren betekent. Bij de badplaats Giulianova (het oude Castrum Novum) stroomt de rivier uit in de Adriatische Zee